# Elymus cordilleranus
Elymus cordilleranus är en gräsart som beskrevs av Gerrit Davidse och Richard Walter Pohl. Elymus cordilleranus ingår i släktet elmar, och familjen gräs. Inga underarter finns listade i Catalogue of Life.